# Dollie de Luxe
Dollie de Luxe — норвежский поп-дуэт, который стал лауреатом музыкальной награды «Spellemannprisen» за дебютный альбом «Første Akt». В 1984 году Dollie de Luxe представлял Норвегию на конкурсе «Евровидение».

## История
Вскоре после выступления Бенедикте Адриан и Ингрид Бьорнов на передаче в 1979 году подписали контракт с звукозаписывающей компанией «dB Records». Первый дебютный альбом «Første Akt» вышел в 1980 году, который стал золотым. В том же году группа стала лауреатом музыкальной премии «Spellemannprisen». Альбом «Dollies dagbok» не стал таким успешным как первый. Его позиция в норвежском музыкальном чарте была 10.
В 1981 году дуэт принял участие в национальном отборе «Melodi Grand Prix» на конкурсе «Евровидение». Выступив с песней «1984», они заняли 6 место. Попытка в следующем году стать победительницами оказалась неудачной. Их выступление с композицией «Det er jeg deg skal ha» набрал наименьшее количество баллов. В 1984 году в третий раз Dollie de Luxe приняли участие в Melodi Grand Prix с песней «Lenge leve livet». Заняв первое место, они стали представителями Норвегии на «Евровидении» 1984 года. Выступление в Люксембурге не получил высоких оценок: 8 баллов поставила Швеция, 7 — Люксембург, 6 — Финляндия, 3 — Ирландия по 2 — Германия и Швейцария, 1 — Бельгия. Дуэт получил 29 баллов и занял 17 место.
Альбомы Dollie de Luxe «Rock или Opera» (1985) и «Which Witch» (1987) стали серебряными. В 1992 году в Лондоне был показан мюзикл «Which Witch», авторами которого были Бенедикте Адриан и Ингрид Бьорнов. После выхода альбома «Adrian/Bjørnov» певицы стали выступаь сольно.